# The Soul of a Magdalen
The Soul of a Magdalen er en amerikansk stumfilm fra 1917 af Burton L. King.

## Medvirkende
- Olga Petrova som Heloise Broulette
- Wyndham Standing som Leland Norton
- Mahlon Hamilton som Carter Vail
- Mathilde Brundage som Mrs. Vail
- Violet Reed som Lil